# Abakus (Musiklabel)
Abakus Musik (teilweise auch: Abakus, Abakus Verlag bzw. früher Abakus Schallplatten und Ulmtal Musikverlag Barbara Fietz; Eigenschreibweise in Großbuchstaben: ABAKUS Musik) ist ein Musiklabel christlicher Popmusik, Neuer Geistlicher Lieder und christlicher Liedermacher.

## Geschichte
Mitte der 1970er Jahre zeigte sich Liedermacher Siegfried Fietz zunehmend unglücklich über seine künstlerischen Grenzen als Produzent im damaligen Plattenlabel Songs der Frohen Botschaft sowie verärgert über eine Verschleppungstaktik des Major-Labels CBS Records. So gründete er gemeinsam mit seiner Frau im Herbst 1974 unter Abakus Schallplatten und Ulmtal Musikverlag Barbara Fietz einen eigenen Verlag in Greifenstein, um sich künstlerischen Freiraum für stilmäßig weniger kommerzielle Projekte mit christlicher Aussage zu schaffen. Das heutige Tonträgerunternehmen firmiert unter Abakus Musik Barbara Fietz und führt sein Label Abakus Musik unter dem Labelcode 06461. Das Kinderlabel Abakussi (LC 00869) gehört dem Major-Label Universal Music an, veröffentlicht aber tatsächlich zuvor bei Abakus Musik erschienene Produktionen für Kinder wieder.
Der individualistische Geschäftsansatz Fietz’ fand in den folgenden Jahren im christlichen Musikmarkt große Beachtung. Das Label verzeichnete zunehmende Erfolge und konnte bald weitere Künstler für sich gewinnen. Dazu zählen unter anderen beispielsweise Gospelsänger Jan Vering, der klassische Bassbariton Wilfried Mann, der Chor Aufwind unter der Leitung von Johannes Nitsch, Liedermacher Jürgen Werth und Clemens Bittlinger, der Blockflötist Hans-Jürgen Hufeisen oder auch der „singende Pfarrer“ Wilfried Reuter. Des Weiteren verpflichtete Fietz für seine Großprojekte international bekannte Mitwirkende wie den US-amerikanischen Astronauten Jim Irwin als Sprecher für seinen Space Sinfony, Coretta Scott King sang für das Martin-Luther-Konzept Ich habe einen Traum mit, Ivan Rebroff, Bianca (unter bürgerlichem Namen) für unterschiedliche Oratorien oder auch Olivia Molina für die World-Vision-Kooperation Wasser für die Welt.

## Diskografie
| Nummer | Nummer | Nummer | Nummer | Nummer  | Titel | Künstler Interpreten | Jahr     | Anmerkungen |
| Format | Format | Format | Format | Artikel | Titel | Künstler Interpreten | Jahr     | Anmerkungen |
| LP | MC | CD | DL | Artikel | Titel | Künstler Interpreten | Jahr     | Anmerkungen |
| --- | --- | --- | --- | ------- | --- | --- | -------- | --- |
| 90 | 95 | 91 | 81 | 001     | Also hat Gott die Welt geliebt Kantate Johannes Jourdan (Text) • Siegfried Fietz (Musik) | Siegfried Fietz; Hans-Karl Schmidt (Sprecher) | 1975     | |
| 90 | 95 | | | 002     | Wie wir beten können Texte von Jörg Zink, vertont und gesungen von Siegfried Fietz | Siegfried Fietz | 1975     | |
| 90 | 95 | 91 | 81 | 003     | Petrus* Oratorium Johannes Jourdan (Text) • Siegfried Fietz (Musik) | Siegfried Fietz (Simon Petrus); Horst Marquardt (Sprecher – Erzähler); Wilfried Mann (Sprecher – Andreas); Erhard Diehl (Sprecher – Jesus); Eckart zur Nieden (Sprecher); Konrad Straub (Sprecher); Streicher der Münchner Philharmoniker | 1976     | * Titelbezeichnung auch: „Petrus-Oratorium“ |
| 90 | 95 | 91 | 81 | 003     | [1] Hörspiel 1 • [2] Eingangsszene (Text) • [3] Auf dein Wort, Herr • [4] Hab keine Angst • [5] Ich will dir folgen • [6] Alles, was mir wert ist • [7] Gottes Reich ist wie ein Netz • [8] Das Meer auf dem wir treiben • [9] Du bist der verheißene Messias • [10] Unfassbar groß • [11] Ein Lämmchen geht • [12] Nein, Herr, nur das nicht • [13] Weg von ihm • [14] Wer sein Leben • [15] Wer mir nachfolgen will • [16] Alle meine Sorgen • [17] Und sie sahen • [18] Herr, lass uns realistisch sein • [19] Herr, du kennst mich schlecht • [20] Herr, du kennst uns schlecht • [21] In dieser Nacht • [22] Wie lange braucht • [23] Ein Lämmlein geht • [24] Du liebst mich, Herr • [25] Christ ist erstanden • [26] Das Grab ist leer • [27] Herr, auf dein Wort • [28] Gelobt sei Gott / Herr, gib uns deinen Geist | Siegfried Fietz (Simon Petrus); Horst Marquardt (Sprecher – Erzähler); Wilfried Mann (Sprecher – Andreas); Erhard Diehl (Sprecher – Jesus); Eckart zur Nieden (Sprecher); Konrad Straub (Sprecher); Streicher der Münchner Philharmoniker | 1976     | * Titelbezeichnung auch: „Petrus-Oratorium“ |
| 90 | | 91 | 81 | 004     | Jesus lebt Kantate Text: Johannes Jourdan • Musik: Siegfried Fietz | Wilfried Mann | 1976     | |
| 90 | [1] Ich möchte erkennen • [2] Herr, wir nehmen aus deiner Hand • [3] Als sie den Lobpreis gesungen hatten • [4] Kreuzige • [5] Bleib unter seinem Kreuze stehn • [6] Mit ihm zusammen • [7] Jesus lebt • [8] Zu dir, Herr, darf ich kommen • [9] Mit deinem Worte hast du mich berührt • [10] Herr, du trägst viele Namen • [11] Hilf du mir, Herr • [12] Es war ein langer Weg • [13] Mein Leben ist ein Lied | 91 | 81 | 004     | | Wilfried Mann | 1976     | |
| | | | |         | | |          | |
| 90 | | 91 | 81 | 006     | Siehe, ich bin des Herrn Magd Oratorium Johannes Jourdan (Text) • Siegfried Fietz (Musik) | Stephanie Wolf-Morgan (Maria); Siegfried Fietz, Dalila Kretschmer (Sopran); Peter Schmitz (Sprecher); Erwin Scherschel (Sprecher) | 1976     | |
| 90 | 95 | | | 007     | Frei wie ein Vogel im Wind Instrumental | Siegfried Schwab (Gitarre); Mladen Franko (Keyboards); Dave King (Bass); Keith Forsey (Drums) | 197?     | |
| 90 | 95 | [1] Henry • [2] Frei wie ein Vogel im Wind • [3] Kinder spielen • [4] Heute beginnt ein Tag voll Glück und Traurigkeit • [5] Wo werden die Träume produziert • [6] Schön, dass es Urlaub gibt • [7] Gott oder Mensch • [8] Eine Fahrt ohne Ziel • [9] For Elton John • [10] Der Zug nach Haus • [11] Der größte Zirkus der Welt • [12] Die neue Welt | | 007     | | Siegfried Schwab (Gitarre); Mladen Franko (Keyboards); Dave King (Bass); Keith Forsey (Drums) | 197?     | |
| 90 | 95 | 91 | 81 | 008     | Frei wie ein Vogel im Wind | Siegfried Fietz | 1976     | |
| 90 | 95 | 91 | 81 | 008     | [1] Henry • [2] Frei wie ein Vogel im Wind • [3] Der Zug nach Haus • [4] Die neue Welt • [5] Kinder spielen • [6] Heute • [7] Gott oder Mensch • [8] Eine Fahrt ohne Ziel • [9] Wo werden die Träume produziert • [10] For Elton John • [11] Der größte Zirkus der Welt | Siegfried Fietz | 1976     | |
| 90 | | | | 009     | Evangelium in der Muttersprache Der verlorene Sohn • Von der Vergebung • Von der Veränderung Schwäbisch von Frieder Mörike • Musik: Siegfried Fietz | Siegfried Fietz; Frieder Mörike | 197?     | |
| 90 | | | | 010     | Lass mich mit dir reden | Markus Egger; Jürgen Werth; Ute, Friedemann & Gerd; Thomas Westermann | 1977 (?) | In Koproduktion mit Studio Union, dort unter Katalognummer LP 8800, erschienen. |
| 90 | [1] Da war so vieles • [2] Morgen ist Montag • [3] Wie ein Tropfen Meer im Sand • [4] Ich bin ein blinder Mann • [5] Ist es wahr? • [6] Jesus liebte mich trotz allem • [7] Es war ein Zimmermann • [8] Ich stehe unter deinem Kreuz • [9] Lass mich mit dir reden • [10] Jesus gibt mir die Hoffnung • [11] Ich hab einen Freund • [12] Er sagte es schon damals | | | 010     | | Markus Egger; Jürgen Werth; Ute, Friedemann & Gerd; Thomas Westermann | 1977 (?) | In Koproduktion mit Studio Union, dort unter Katalognummer LP 8800, erschienen. |
| | | | |         | | |          | |
| 90 | | | | 012     | David – Der Herr ist mein Hirte Musik: Siegfried Fietz • Text: Johannes Jourdan | Siegfried Fietz Botho-Lucas-Chor | 1977     | Text: Johannes Jourdan; Musik: Siegfried Fietz Initial in Koproduktion mit Musiklabel Studio Union, dort unter LP-Nr. SU 8802, erschienen |
| 90 | [1] Lobe den Herrn, meine Seele • [2] Du bist mein Licht, Herr • [3] Saul hat tausend Mann geschlagen • [4] Wer bin ich anders als ein Mann • [5] Weise mir, Herr, deinen Weg • [6] Siehe, das ist der Tag des Herrn • [7] Herr, du bist mein Hirte • [8] Was nützt dir das Blut der Helden? • [9] Ihr Berge zu Gilboa • [10] Gott ist meine Hoffnung • [11] Lobet den Herrn, der zu Zion wohnt • [12] Du leitest mich in deine Stille • [13] Zerreißt das Gewand eures Jubels • [14] Sei mir gnädig, Herr • [15] Die Zahl deiner Feinde (Die Zahl deiner Feinde ist groß) • [16] Herr, du hast mich dazu erwählt (Lied der Hoffnung) • [17] Sprecher • [18] Beugt dich die Trauer fast zu Boden • [19] Wenn deine Zeit um sein wird • [20] Dein Reich wird kommen (Herr, du erbaust dein Haus zu deiner Zeit) • [21] Ewige Verheißung • [22] Herr, du bist Gott (Dient dem Herrn mit Freuden) • [23] Lobe den Herrn | | | 012     | | Siegfried Fietz Botho-Lucas-Chor | 1977     | Text: Johannes Jourdan; Musik: Siegfried Fietz Initial in Koproduktion mit Musiklabel Studio Union, dort unter LP-Nr. SU 8802, erschienen |
| | | | |         | | |          | |
| 90 | | | | 015     | Gott erschafft die Welt Was uns die Bibel erzählt • Folge 1 | Siegfried Fietz (Musik) Dieter Stork (Texte) | 1977     | Bilderbuch mit Illustrationen von Kees de Kort, erschienen 1971 in der Reihe Was uns die Bibel erzählt, herausgegeben von der Württembergischen Bibelanstalt Stuttgart, 1971. |
| 90 | Weil Gott uns Menschen lieb hat • Heißa, wir dürfen leben • Hätt die Rose nicht die Laus • Ich habe zwei Hände • In Indien wohnt der Sinh • Wisst ihr, was der Mensch noch tut • Hey, little Joe, komm raus • Und Blumen blühen • Leuchte, schöner, bunter Regenbogen • Wir Kinder stehen fröhlich auf • Schalom | | | 015     | | Siegfried Fietz (Musik) Dieter Stork (Texte) | 1977     | Bilderbuch mit Illustrationen von Kees de Kort, erschienen 1971 in der Reihe Was uns die Bibel erzählt, herausgegeben von der Württembergischen Bibelanstalt Stuttgart, 1971. |
| 90 | | | | 016     | Im Aufwind | Siegfried Fietz | 1978     | Texte: Ulrich Schaffer; Musik: Siegfried Fietz |
| 90 | [1] Der Löwenzahn • [2] Meine ausgestreckten Hände • [3] So zu wachsen, ist mein Wunsch • [4] Die Stille erneuert mich • [5] Ich spüre deinen Drang • [6] Wenn der Nebel anrollt • [7] Du bist hinter mir • [8] Nie hast du mir Steine gegeben • [9] Meine Erfahrungen mit dir • [10] In einem Moment leuchtet die ganze Welt auf | | | 016     | | Siegfried Fietz | 1978     | Texte: Ulrich Schaffer; Musik: Siegfried Fietz |
| 90 | | | | 017     | Dur und Moll | Siegfried Fietz; Sandra Fietz; Oliver Fietz; Helge Heynold (Sprecher); Peter Schmitz (Sprecher) | 1978     | Eckart zur Nieden (Texte), Siegfried Fietz (Musik); Nachauflage unter Katalognummer CD 91-232, Download 81-232 |
| 90 | [1] Die Geschichten von Dur und Moll • [2] Hörspiel 01 • [3] Da zog der Ritter Kunibert sein langes, scharfes, blankes Schwert • [4] Hörspiel 02 • [5] Ach, es ist so jammerschade • [6] Hörspiel 03 • [7] Ach, es ist doch wirklich dumm • [8] Ich, der lustige Dur, ich, der traurige Moll • [9] Hörspiel 04 • [10] Wir trauen Gottes Wort • [11] Hörspiel 05 • [12] Ich find es tolle auf meiner Scholle! • [13] Hörspiel 06 • [14] Ich find es tolle... • [15] Hörspiel 07 • [16] Auf diesem Eise • [17] Hörspiel 08 • [18] Nun, Freunde, höret die Ballade • [19] Hörspiel 09 • [20] Wir leben nur in Gottes Wort | | | 017     | | Siegfried Fietz; Sandra Fietz; Oliver Fietz; Helge Heynold (Sprecher); Peter Schmitz (Sprecher) | 1978     | Eckart zur Nieden (Texte), Siegfried Fietz (Musik); Nachauflage unter Katalognummer CD 91-232, Download 81-232 |
| 90 | | | | 018     | Gospel-Disco 10 verschiedene Interpreten und Gruppen von Abakus Musik | Maranatha; Botho-Lucas-Chor; Wir Leute; Thomas Westermann; Jürgen Werth; Stephanie Wolf-Morgan | 1978     | |
| 90 | [1] Jesus, Carry The Weight • [2] Gottes Reich ist wie ein Netz • [3] Weil du mich akzeptierst • [4] Jim • [5] These Are The Days • [6] Wo sind sie geblieben • [7] Wir glauben und hoffen • [8] Dein Reich wird kommen • [9] Selig sind die Friedfertigen • [10] Der werfe den ersten Stein • [11] Sie haben keinen Platz für dich • [12] Do You Know Jesus • [13] Jeder neue Tag • [14] Herr aller Zeiten | | | 018     | | Maranatha; Botho-Lucas-Chor; Wir Leute; Thomas Westermann; Jürgen Werth; Stephanie Wolf-Morgan | 1978     | |
| 90 | | | | 019     | Runderneuert | Johnny Jaworsky | 1978     | |
| 90 | [1] Ohne Liebe bist du nichts • [2] Runderneuert • [3] Warum gehst du denn nicht zu Jesus • [4] Soll das denn Liebe sein • [5] Ich lebe nur für dich • [6] Keine Zeit • [7] Du pflanzt einen Baum • [8] Wir sind reich • [9] Lied für meine Freunde • [10] Es ist spät | | | 019     | | Johnny Jaworsky | 1978     | |
| 90 | | | | 020     | Womit wir leben können Texte von Jörg Zink, vertont und gesungen von Siegfried Fietz | Siegfried Fietz | 1978     | In Koproduktion mit Studio Union, dort unter Katalognummer LP 8.803, erschienen. |
| 90 | [1] Alles, was ist, stimme ein • [2] Der Herr ist mein Hirte • [3] Herr, das ist auch mein Wunsch: Dir gehören • [4] Ich preise den Herrn • [5] Warum betrübst du dich, meine Seele • [6] Vater unser • [7] Höre die Stimme • [8] Sende uns deinen Geist, Herr • [9] Freunde, gebt der Liebe Raum • [10] Herr, du erforschest mich • [11] Der Herr segne dich | | | 020     | | Siegfried Fietz | 1978     | In Koproduktion mit Studio Union, dort unter Katalognummer LP 8.803, erschienen. |
| | | | |         | | |          | |
| 90 | | 91 | 81 | 023     | Johannes – Wir sahen seine Herrlichkeit* Oratorium Texte: Johannes Jourdan • Musik: Siegfried Fietz | Siegfried Fietz Inge Brück Deliverance Botho-Lucas-Chor | 1979     | Doppelalbum; Titelbezeichnung auch: „Johannes-Oratorium“; Initial in Koproduktion mit Musiklabel Studio Union, dort unter LP-Nr. 8804, erschienen |
| 90 | [1] Das Wort ward Fleisch • [2] Ein Nichts bin ich • [3] Wer bist du • [4] Ich bin das Licht der Welt • [5] War es dunkel wo ich lebte • [6] Wer mir dienen will • [7] Herr, ich folge 1 • [8] Der Frieden soll herrschen • [9] Herr, ich folge 2 • [10] Ich bin die Tür • [11] Du kommst uns zu befreien • [12] Also hat Gott die Welt geliebt • [13] Was wär die Welt, Herr, ohne deine Liebe • [14] Wer ihm nicht glaubt • [15] Ihre Werke sind abgrundtief böse • [16] Wisset ihr nicht • [17] Sie gaben alle auf, o Herr, für dich • [18] Wisset ihr nicht, was ihr bittet • [19] Denn du, Herr, bist der Weg • [20] Ich bin der Weinstock • [21] Du bist der Weinstock • [22] Dass wir in dir bleiben • [23] Ich bin das Brot des Lebens • [24] Wer mein Fleisch isst • [25] Das ist eine harte Rede • [26] Wollt ihr auch weggehen • [27] Herr, wohin sollen wir gehen • [28] Gleich wie mich der Vater liebt • [29] Wohin sollen wir gehen • [30] Ich bin der gute Hirte • [31] Ich höre deine Stimme • [32] Ein Beispiel habe ich euch gegeben • [33] Von Anfang an will die Finsternis • [34] Ich bin die Auferstehung und das Leben • [35] Auferstanden • [36] Halleluja | 91 | 81 | 023     | | Siegfried Fietz Inge Brück Deliverance Botho-Lucas-Chor | 1979     | Doppelalbum; Titelbezeichnung auch: „Johannes-Oratorium“; Initial in Koproduktion mit Musiklabel Studio Union, dort unter LP-Nr. 8804, erschienen |
| | | | |         | | |          | |
| 90 | | | | 028     | Wilfried Mann singt „Biblische Lieder“ von Anton Dvořák und „Vier ernste Gesänge“ von Johannes Brahms | Wilfried Mann Hans-Günther Kolb (Klavier) | 1979     | |
| | | | |         | | |          | |
| 90 | | | 81 | 030     | Nach dem Dunkel kommt ein neuer Morgen Texte von Johannes Hansen • Musik und Gesang: Siegfried Fietz • Chor: Edwin Hawkins Singers | Siegfried Fietz Edwin Hawkins Singers | 1979     | In Koproduktion mit Musiklabel Kawohl Music, dort unter LP-Nr. 2 200, erschienen. |
| 90 | [1] Nach dem Dunkel kommt ein neuer Morgen • [2] Dein Wort in Gottes Ohr • [3] Und ob • [4] Ein Gruß dem Menschen • [5] Ich staune • [6] Es kommt ein Tag • [7] Singt, singt, singt alle Menschen • [8] Ach ihr Zweifler • [9] Wir haben Gott klein gemacht • [10] Im hellen Dunkel dieser Stadt • [11] Gott, du bist anders als wir denken • [12] Am Ende dieses langen Tages | | 81 | 030     | | Siegfried Fietz Edwin Hawkins Singers | 1979     | In Koproduktion mit Musiklabel Kawohl Music, dort unter LP-Nr. 2 200, erschienen. |
| | | | |         | | |          | |
| 90 | 95 | | | 035     | Space Sinfony A flight to the moon with Apollo 15 Astronaut James B. Irwin Music by Siegfried Fietz | James B. Irwin (Sprecher); Royal Philharmonic Orchestra unter der Leitung von Peter Bye | 1980     | |
| 90 | 95 | | | 035     | Space Songs & Sinfony | Siegfried Fietz; 1 Heike Barth; James B. Irwin (Sprecher); Royal Philharmonic Orchestra unter der Leitung von Peter Bye | 1983     | Doppelbelegung der Katalognummer durch Sammelalbum, bestehend aus 2 Tonträgern: vorangegangenes Konzeptalbum Space Sinfony (1980) sowie Neuerscheinung 1983 Space Songs; Spätere Wiederauflage unter Titel Space Sinfonie / Space Songs und Katalognummer LP 86-284, CD-Veröffentlichung 2011 unter Katalognummer CD 91-284 |
| 90 | 95 | Space Sinfony A flight to the moon with Apollo 15 Astronaut James B. Irwin Music by Siegfried Fietz | | 035     | | Siegfried Fietz; 1 Heike Barth; James B. Irwin (Sprecher); Royal Philharmonic Orchestra unter der Leitung von Peter Bye | 1983     | Doppelbelegung der Katalognummer durch Sammelalbum, bestehend aus 2 Tonträgern: vorangegangenes Konzeptalbum Space Sinfony (1980) sowie Neuerscheinung 1983 Space Songs; Spätere Wiederauflage unter Titel Space Sinfonie / Space Songs und Katalognummer LP 86-284, CD-Veröffentlichung 2011 unter Katalognummer CD 91-284 |
| 90 | 95 | Space Songs – Umkehr zum Leben [1] High Flight • [2] Angewiesen auf Gott • [3] Genesisstein • [4] Das ist mein Zuhause • [5] Macht Frieden mit der Natur • [6] Quo vadis? Wohin? • [7] Leben1 • [8] Eine Taube macht noch keinen Frieden • [9] Geborgenheit und Frieden • [10] Umkehr zum Leben | | 035     | | Siegfried Fietz; 1 Heike Barth; James B. Irwin (Sprecher); Royal Philharmonic Orchestra unter der Leitung von Peter Bye | 1983     | Doppelbelegung der Katalognummer durch Sammelalbum, bestehend aus 2 Tonträgern: vorangegangenes Konzeptalbum Space Sinfony (1980) sowie Neuerscheinung 1983 Space Songs; Spätere Wiederauflage unter Titel Space Sinfonie / Space Songs und Katalognummer LP 86-284, CD-Veröffentlichung 2011 unter Katalognummer CD 91-284 |
| | | | |         | | |          | |
| 90 | | | | 041     | Mensch, bist du’s wirklich | Clemens Bittlinger | 1981     | In Koproduktion mit Projektion J erschienen. |
| 90 | [1] Warum singst du nicht in Kambodscha • [2] Der alte Baum • [3] Russisch Roulette • [4] Sonnenwende • [5] Ich hab's • [6] Kennst du das Gefühl • [7] Mich friert's • [8] Erst bei der Quelle • [9] Manchmal muss ich weinen • [10] Ein alter Mann zu sein • [11] Ein Stück von mir | | | 041     | | Clemens Bittlinger | 1981     | In Koproduktion mit Projektion J erschienen. |
| | | | |         | | |          | |
| 90 | 95 | | | 047     | Lebenslieder | Aufwind unter der Leitung von Johannes Nitsch | 198?     | |
| 90 | 95 | [1] Probleme • [2] Sie planten • [3] Große Liebe • [4] Vater • [5] Go Like Elijah • [6] Die Flöte • [7] Das dreckige Hemd • [8] Sure Have Been Good To Me • [9] Verändert • [10] My Lord Is Coming Back | | 047     | | Aufwind unter der Leitung von Johannes Nitsch | 198?     | |
| 90 | 95 | | | 048     | Martin Luther King – Ich habe einen Traum Christian A. Schwarz (Texte, nach Martin Luther King) • Siegfried Fietz (Musik) | Jan Vering; Coretta Scott King | 1982     | |
| 90 | 95 | [1] We Shall Overcome • [2] Das Lied der Freiheit • [3] Liebet eure Feinde • [4] Mitternacht der Welt • [5] Legt eure Waffen nieder • [6] Ich habe einen Traum • [7] Widersetzt euch! • [8] Zerbrochene Träume • [9] Die Herrlichkeit des kommenden Herrn / My Lord What A Morning | | 048     | | Jan Vering; Coretta Scott King | 1982     | |
| | | | |         | | |          | |
| 90 | 95 | | | 050     | Martin Luther Oratorium Johannes Jourdan (Text unter Verwendung von Vorlagen von Martin Luther) • Siegfried Fietz (Musik) | Siegfried Fietz (Martin Luther); Wilfried Mann (Erzähler); Chor der Benediktinerabtei Maria Laach | 1982     | |
| | | | |         | | |          | |
| 90 | 95 | | | 053     | Fundamentales | Aufwind unter der Leitung von Johannes Nitsch | 198?     | Musik: Johannes Nitsch |
| 90 | 95 | [1] Intro • [2] Seligpreisungen • [3] Verkehrte Welt • [4] Salz und Licht • [5] Wie Gott euch sieht • [6] Ihr sollt vollkommen sein • [7] Beten • [8] Intro • [9] Vor morgen bedroht • [10] Sorgt euch nicht • [11] Richtet nicht • [12] Gott – euer Vater • [13] Die enge Pforte • [14] Fundamentales | | 053     | | Aufwind unter der Leitung von Johannes Nitsch | 198?     | Musik: Johannes Nitsch |
| 90 | 95 | | | 054     | Alle meine Sorgen werfe ich auf dich | Wilfried Mann | 1983     | Texte: Johannes Jourdan; Musik: Siegfried Fietz |
| 90 | 95 | [1] Das Fest ist da • [2] Denn aus dem Glauben ganz allein • [3] Also hat Gott die Welt geliebt • [4] Hilf du mir, Herr • [5] Bringt die Botschaft zu den Leuten • [6] Alle meine Sorgen werfe ich auf dich • [7] Bleib unter seinem Kreuze stehn • [8] Geborgenheit und Frieden • [9] Wenn wir auf Jesus sehn • [10] Ich weiß, dass mein Erlöser lebt | | 054     | | Wilfried Mann | 1983     | Texte: Johannes Jourdan; Musik: Siegfried Fietz |
| | | | |         | | |          | |
| 90 | 95 | | | 056     | Jeder Mensch braucht einen Menschen | Clemens Bittlinger | 1983     | Texte und Musik: Clemens Bittlinger |
| 90 | 95 | [1] Jeder Mensch braucht einen Menschen • [2] Vorhang auf • [3] Bei windigem Wetter • [4] Gott spannt leise feine Fäden • [5] Was ist das was mich hält • [6] Seiltänzer • [7] Ver(k)leidung • [8] Lied an die Kinder • [9] Deine Angst • [10] Meine Galerie | | 056     | | Clemens Bittlinger | 1983     | Texte und Musik: Clemens Bittlinger |
| | | | |         | | |          | |
| 90 | 95 | | | 058     | How It Feels To Be Free Spiritual Songs | Jan Vering | 1983     | |
| 90 | 95 | [1] Ain't Nobody Nowhere Nothing Without God • [2] Lord, Lord • [3] Take Me To The Water • [4] Feeling Good • [5] Elijah Rock • [6] How It Feels To Be Free • [7] Ain't No Grave • [8] This Train • [9] Jesus Met The Woman • [10] Everytime | | 058     | | Jan Vering | 1983     | |
| | | | |         | | |          | |
| 90 | 95 | | | 062     | Jonathan | Jonathan Böttcher | 198?     | |
| 90 | 95 | [1] Gestern war's dunkel • [2] Road To Glory • [3] Ich wollte mal • [4] We Need You Lord • [5] Ich geh so gern im Wald spaziern • [6] Und wenn du auch meinst • [7] Warum • [8] Ich brauche jemanden • [9] The Point | | 062     | | Jonathan Böttcher | 198?     | |
| | | | |         | | |          | |
| 90 | 95 | | | 067     | Oh Johnny Kinderlieder zum Mitsingen | Daffy mit Kindern und Mitarbeitern der Kirche Unterwegs | 1985     | Ebenfalls erschienen: Kindermalbuch (Nr. 067) |
| 90 | 95 | [1] Gottesliebe • [2] Miau-miau • [3] Oh Johnny • [4] Er hat die ganze Welt • [5] Die Ziege • [6] Der Omnibus • [7] Schwarze-weiße-rote-gelbe • [8] Gib uns Frieden jeden Tag • [9] Sing mit mir ein Halleluja • [10] Gott braucht nicht nur große Leute • [11] In Gohren geht’s von Mund zu Mund • [12] Ein kleiner Spatz zur Erde fällt • [13] Herr dein guter Segen • [14] Gib mir Zeit an dich zu denken • [15] Halleluja-halleluja • [16] Die Elefanten • [17] Die Regenwürmer | | 067     | | Daffy mit Kindern und Mitarbeitern der Kirche Unterwegs | 1985     | Ebenfalls erschienen: Kindermalbuch (Nr. 067) |
| | | | |         | | |          | |
| 90 | 95 | | | 070     | Über allem ist Liebe Kirchentagslieder | Clemens Bittlinger; Heike Barth; Siegfried Fietz | 198?     | |
| 90 | 95 | [1] Herr, deine Liebe ist wie Gras und Ufer • [2] Ich lobe meinen Gott • [3] Komm, mein Vogel Vertrauen • [4] Liebe ist nicht nur ein Wort • [5] Liebe bist du • [6] Wenn das rote Meer • [7] Die Erde ist des Herrn • [8] Brich mit den Hungrigen dein Brot • [9] Komm, Herr, segne uns • [10] Gott gab uns Atem • [11] Selig seid ihr • [12] Von guten Mächten wunderbar geborgen • [13] Herr, gib uns deinen Frieden                                                             | | 070     | | Clemens Bittlinger; Heike Barth; Siegfried Fietz | 198?     | |
| | | | |         | | |          | |
| 90 | 95 | 91 | | 077     | Paulus 2: Komm herüber und hilf uns* Oratorium Johannes Jourdan (Text) • Siegfried Fietz (Musik) | Siegfried Fietz; Ivan Rebroff; Heike Barth; Jonathan Böttcher; Horst Marquardt (Erzähler) | 1986     | * Titelbezeichnung auch: „Paulus-Oratorium 2“ |
| | | | |         | | |          | |
| 90 | 95 | 91 | | 080     | Alles beginnt mit der Sehnsucht | Siegfried Fietz; Jonathan Böttcher | 1988     | Musik: Siegfried Fietz |
| 90 | 95 | 91 | [1] Alles beginnt mit der Sehnsucht • [2] Herr, ich habe lieb die Stätte deines Hauses • [3] Christen und Heiden • [4] Kyrie • [5] Ein Apfelbäumchen pflanzen • [6] Neu anfangen • [7] Wir wollten uns immer die Wahrheit sagen • [8] Gott gibt uns Menschen ewiges Leben • [9] Die Ballade vom frommen Kind • [10] Ich habe einen Traum | 080     | | Siegfried Fietz; Jonathan Böttcher | 1988     | Musik: Siegfried Fietz |
| | | | |         | | |          | |
| | | 91 | 81 | 277     | Weihnachten im Apollo | Jan Vering & Freunde Pat Garcia; Dieter Falk; Siegfried Fietz; Cae Gauntt; Ingrid Cannonier; Karsten Burkardt; Mohamed El-Chartouni; Susanne Weinhöppel; Ton-Art                                                                          | 2010     | |
| [1] Stille Nacht, heilige Nacht • [2] Virgin Mary Had A Baby Boy • [3] Schlaflied für den kleinen Jesus • [4] Und der Himmel begann zu singen • [5] O du fröhliche • [6] Tochter Zion, freue dich • [7] Stah Up Du Seel • [8] Go, Tell It On The Mountain • [9] Aba Heidschi Bumbeidschi • [10] Markt und Straßen stehn verlassen • [11] Unter der Treppe • [12] Gnade für die Welt • [13] Heilige Nacht • [14] Oh Holy Night • [15] Zu Bethlehem geboren • [16] Ain't That A-Rockin' • [17] Auf dem Weg nach Bethlehem • [18] Steernkieckers keemn ut dat Mörgenland • [19] What Month Was Jesus Born In • [20] Die Christrose • [21] Lord, Lord • [22] Stille Nacht, heilige Nacht | | 91 | 81 | 277     | | Jan Vering & Freunde Pat Garcia; Dieter Falk; Siegfried Fietz; Cae Gauntt; Ingrid Cannonier; Karsten Burkardt; Mohamed El-Chartouni; Susanne Weinhöppel; Ton-Art                                                                          | 2010     | |

| Nummer | Nummer  | Titel | Mitwirkende      | Jahr | Anmerkungen                                                                                          |
| Präfix | Artikel | Titel | Mitwirkende      | Jahr | Anmerkungen                                                                                          |
| ------ | ------- | --- | ---------------- | ---- | --- |
| 93     | 174     | Diese Nacht / Tonight | Sören & Bettina* | 1999 | Maxi-CD; Vertriebsprodukt für Adlib Music; * Bezeichnung bei Initialveröffentlichung: „Tina & Søren“ |
| 93     | 174     | [1] Diese Nacht • [2] Tonight [Diese Nacht – Internationale Version] • [3] Diese Nacht [Instrumental-Version] • [4] Diese Nacht [Karaoke-Version] | Sören & Bettina* | 1999 | Maxi-CD; Vertriebsprodukt für Adlib Music; * Bezeichnung bei Initialveröffentlichung: „Tina & Søren“ |

| Nummer | Nummer  | Titel                               | Titel                                  | Künstler Interpreten             | Jahr | Anmerkungen |
| Präfix | Artikel | Seite A                             | Seite B                                | Künstler Interpreten             | Jahr | Anmerkungen |
| ------ | ------- | ----------------------------------- | -------------------------------------- | -------------------------------- | ---- | --- |
| 75     | 001     | - Herr aller Zeiten                 | - Wo sind sie geblieben?               | Jürgen Werth                     | 1975 | |
| 75     | 002     | - O komm doch mit mir nach Golgatha | - Von guten Mächten wunderbar geborgen | Wilfried Reuter Siegler-Chöre    | 1975 | |
| 75     | 003     | - Jeder neue Tag ist ein Geschenk   | - Weil du mich akzeptierst             | Wir Leute                        | 1975 | Wir Leute: Steve Maxson (Drums); Harald Zeddies (Lead Guitar); Reinhold Track (Vocal und Rythm Guitar); Berthold Kraus (Fender Bass); Mike Weller (Keyboards, Percussion, Vocals) |
| 75     | 004     | - Zur Hoffnung berufen              | - Wir sind unterwegs                   | Siegfried Fietz Botho-Lucas-Chor | 197? | |
| 75     | 004     | - Eine Taube über Genf              | - Ein heißer Herbst                    | Siegfried Fietz                  | 19?? | |
| 75     | 006     | - Singt mit uns unterm Regenbogen   | - Never Too Far To Tipperary           | Siegfried Fietz                  | 1984 | |